# ETTU Champions League 2024/25
Die ETTU Champions League 2023/24 war die 26. Austragung des internationalen Tischtennisturniers.  Titelverteidiger 1. FC Saarbrücken sicherte sich zum dritten Mal in Folge den Titel.  Der Endspielgegner war, wie auch in den vergangenen beiden Spielzeiten, Rekordchampion Borussia Düsseldorf.

## Gruppenphase
Die Gruppenphase fand von 15. bis 17. November 2024 im polnischen Suchedniów statt.

### Gruppe A
| Pl. | Verein                     | S | N | Spiele | Pkt. |
| --- | -------------------------- | - | - | ------ | ---- |
| 1   | Alliance Nîmes/Montpellier | 3 | 0 | 9:3    | 6    |
| 2   | HB Ostrov                  | 2 | 1 | 8:3    | 5    |
| 3   | Enoli Borges Vall          | 1 | 2 | 3:7    | 4    |
| 4   | TJ Geolog Roznava          | 0 | 3 | 2:9    | 3    |

|            | Frankreich | Tschechien | Spanien | Slowakei |
| ---------- | ---------- | ---------- | ------- | -------- |
| Frankreich | —          | 3:2        | 3:0     | 3:1      |
| Tschechien |            | —          | 3:0     | 3:0      |
| Spanien    |            |            | —       | 3:1      |
| Slowakei   |            |            |         | —        |

### Gruppe B
| Pl. | Verein                     | S | N | Spiele | Pkt. |
| --- | -------------------------- | - | - | ------ | ---- |
| 1   | SF SKK El Niňo Praha       | 3 | 0 | 9:3    | 6    |
| 2   | Post SV Mühlhausen 1951    | 2 | 1 | 8:4    | 5    |
| 3   | CSS-SZAK Odorheiu Secuiesc | 1 | 2 | 4:8    | 4    |
| 4   | STK Starr Croatia          | 0 | 3 | 3:9    | 3    |

|             | Tschechien | Deutschland | Rumänien | Kroatien |
| ----------- | ---------- | ----------- | -------- | -------- |
| Tschechien  | —          | 3:2         | 3:1      | 3:0      |
| Deutschland |            | —           | 3:0      | 3:1      |
| Rumänien    |            |             | —        | 3:2      |
| Kroatien    |            |             |          | —        |

### Gruppe C
| Pl. | Verein                    | S | N | Spiele | Pkt. |
| --- | ------------------------- | - | - | ------ | ---- |
| 1   | KS Orlicz 1924 Suchedniów | 3 | 0 | 9:5    | 6    |
| 2   | TTC Ostrava               | 2 | 1 | 8:3    | 5    |
| 3   | Lille Metropole TT        | 1 | 2 | 4:7    | 4    |
| 4   | TTC Sokah Hoboken         | 0 | 3 | 3:9    | 3    |

|            | Polen | Tschechien | Frankreich | Belgien |
| ---------- | ----- | ---------- | ---------- | ------- |
| Polen      | —     | 3:2        | 3:1        | 3:2     |
| Tschechien |       | —          | 3:0        | 3:0     |
| Frankreich |       |            | —          | 3:1     |
| Belgien    |       |            |            | —       |

### Gruppe D
| Pl. | Verein                  | S | N | Spiele | Pkt. |
| --- | ----------------------- | - | - | ------ | ---- |
| 1   | UKS Dojlidy Białystok   | 3 | 0 | 9:4    | 6    |
| 2   | SKST Havířov            | 2 | 1 | 6:6    | 5    |
| 3   | Roskilde Bordtennis     | 1 | 2 | 7:7    | 4    |
| 4   | STK Libertas Marinkolor | 0 | 3 | 4:9    | 3    |

|            | Polen | Tschechien | Danemark | Kroatien |
| ---------- | ----- | ---------- | -------- | -------- |
| Polen      | —     | 3:0        | 3:2      | 3:2      |
| Tschechien |       | —          | 3:2      | 3:1      |
| Danemark   |       |            | —        | 3:1      |
| Kroatien   |       |            |          | —        |

## Play-offs

### Achtelfinale
| Datum             |                            | Gesamt |                      | Hinspiel | Rückspiel | Golden Match |
| ----------------- | -------------------------- | ------ | -------------------- | -------- | --------- | ------------ |
| 13.12./20.12.2024 | SKST Havířov               | 1:6    | Borussia Düsseldorf  | 1:3      | 0:3       |              |
| 14.12./20.12.2024 | TTC Ostrava                | 1:6    | TTC Wiener Neustadt  | 0:3      | 1:3       |              |
| 14.12./22.12.2024 | Alliance Nîmes/Montpellier | 6:1    | SPG Wels             | 3:0      | 3:1       |              |
| 15.12./19.12.2024 | UKS Dojlidy Białystok      | 1:6    | GV Hennebont         | 1:3      | 0:3       |              |
| 15.12./21.12.2024 | KS Orlicz 1924 Suchedniów  | 5:4    | AS Pontoise-Cergy TT | 3:1      | 2:3       |              |
| 15.12./20.12.2024 | SF SKK El Niňo Praha       | 2:6    | Bogoria Grodzisk     | 1:3      | 1:3       |              |
| 15.12./20.12.2024 | HB Ostrov                  | 1:6    | 1. FC Saarbrücken    | 0:3      | 1:3       |              |
| 15.12./22.12.2024 | Post SV Mühlhausen 1951    | 4:4    | KS Działdowo         | 1:3      | 3:1       | 1:2          |

### Viertelfinale
| Datum           |                            | Gesamt |                     | Hinspiel | Rückspiel | Golden Match |
| --------------- | -------------------------- | ------ | ------------------- | -------- | --------- | ------------ |
| 15.1./16.2.2025 | GV Hennebont               | 0:6    | 1. FC Saarbrücken   | 0:3      | 0:3       |              |
| 19.1./15.2.2025 | KS Orlicz 1924 Suchedniów  | 3:4    | KS Działdowo        | 0:3      | 3:1       | 2:1          |
| 17.1./14.2.2025 | TTC Wiener Neustadt        | 0:6    | Bogoria Grodzisk    | 0:3      | 0:3       |              |
| 17.1./16.2.2025 | Alliance Nîmes/Montpellier | 1:6    | Borussia Düsseldorf | 0:3      | 1:3       |              |

## Finalrunde
Die Finalrunde wird am Wochenende des 31. Mai und 1. Juni wie im Vorjahr als Final IV in der Saarlandhalle in Saarbrücken ausgetragen.  Die beiden deutschen Teams Borussia Düsseldorf und 1. FC Saarbrücken, die im Vorjahr im Finale standen, konnten sich wieder qualifizieren.  Hinzu kommen mit Bogoria Grodzisk und KS Orlicz 1924 Suchedniów zwei polnische Clubs.  Die beiden deutschen Clubs konnten sich in ihren Halbfinalpartien jeweils durchsetzen und so kam es zum dritten Mal in Folge zum rein deutschen Finale zwischen Düsseldorf und Saarbrücken.  Auch der Ausgang des Endspiels war derselbe, denn Saarbrücken konnte sich den dritten Titelgewinn in Serie sichern.

### Halbfinale
| 31. Mai 2025 13:00 Uhr Statistik | Bogoria Grodzisk | 1:3 | Borussia Düsseldorf | Saarlandhalle, Saarbrücken  |  |
|                                  | Spieleübersicht  |     |                     |                             |  |
| Miłosz Redzimski                 | Miłosz Redzimski | 0:3 | Dang Qiu            | 11:13, 5:11, 10:12          |  |
| Marek Badowski                   | Marek Badowski   | 3:0 | Anton Källberg      | 11:8, 11:9, 12:10           |  |
| Takuya Jin                       | Takuya Jin       | 0:3 | Timo Boll           | 8:11, 4:11, 6:11            |  |
| Miłosz Redzimski                 | Miłosz Redzimski | 2:3 | Anton Källberg      | 9:11, 11:9, 8:11, 11:3, 2:6 |  |

| 31. Mai 2025 17:00 Uhr Statistik | KS Orlicz 1924 Suchedniów | 0:3 | 1. FC Saarbrücken | Saarlandhalle, Saarbrücken   |
|                                  | Spieleübersicht           |     |                   |                              |
| Park Jeongwoo                    | Park Jeongwoo             | 2:3 | Patrick Franziska | 2:11, 10:12, 11:9, 11:7, 2:6 |
| Mateusz Zalewski                 | Mateusz Zalewski          | 1:3 | Truls Möregårdh   | 2:11, 11:9, 4:11, 3:11       |
| Deni Kožul                       | Deni Kožul                | 2:3 | Darko Jorgić      | 11:5, 11:9, 8:11, 6:11, 4:6  |

### Finale
| 1. Juni 2025 17:00 Statistik | 1. FC Saarbrücken | 3:1 | Borussia Düsseldorf | Saarlandhalle, Saarbrücken   |  |
|                              | Spieleübersicht   |     |                     |                              |  |
| Patrick Franziska            | Patrick Franziska | 2:3 | Anton Källberg      | 13:15, 8:11, 11:6, 11:7, 5:6 |  |
| Truls Möregårdh              | Truls Möregårdh   | 3:0 | Dang Qiu            | 11:7, 11:4, 11:7             |  |
| Darko Jorgić                 | Darko Jorgić      | 3:2 | Timo Boll           | 17:15, 8:11, 11:7, 2:11, 6:1 |  |
| Patrick Franziska            | Patrick Franziska | 3:2 | Dang Qiu            | 11:6, 2:11, 11:6, 7:11, 6:5  |  |